# Nullemont
Nullemont település Franciaországban, Seine-Maritime megyében. Lakosainak száma 150 fő (2022. január 1.). Nullemont Le Caule-Sainte-Beuve, Illois, Landes-Vieilles-et-Neuves és Marques községekkel határos.

## Népesség
A település népességének változása:
| Lakosok száma | 139  | 138  | 135  | 133  | 132  | 138  | 144  | 150  |
|               | 2013 | 2015 | 2017 | 2018 | 2019 | 2020 | 2021 | 2022 |